# I Ain't Got Nobody

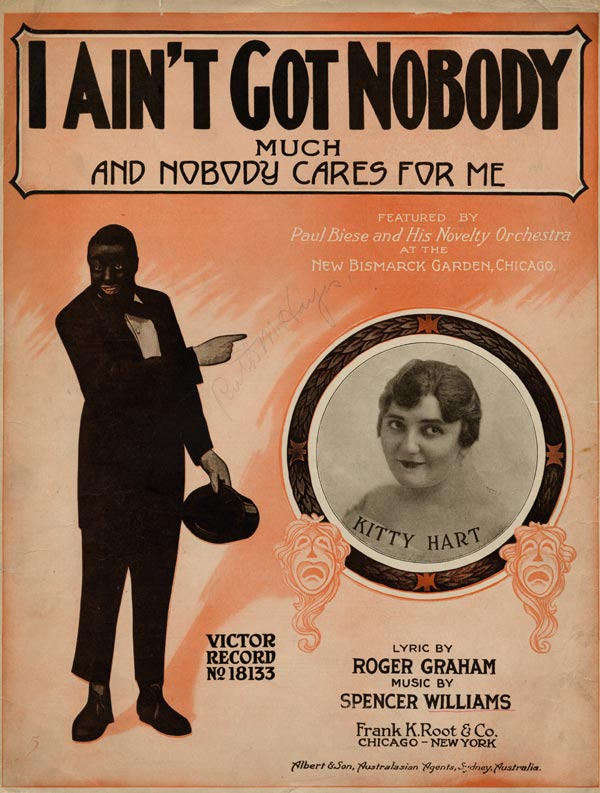
Omslaget till ett nothäfte. Det angivna skivnumret är Marion Harris inspelning 1916.

I Ain't Got Nobody (and Nobody Cares for Me) är en amerikansk jazzlåt som anses vara skriven 1914-1916 av Roger Graham (text) och Spencer Williams (musik), men ursprunget är oklart. Den spelades först in den 9 augusti 1916 av Marion Harris (och gavs ut i november som "I Ain't Got Nobody Much") och har därefter spelats in åtskilliga gånger - av exempelvis Louis Armstrong, Fats Waller, Jimmy Dorsey och Art Tatum.  En känd version är Louis Primas inspelning 1956 som medley med "Just a Gigolo".